# シロウマリンドウ
シロウマリンドウ（白馬竜胆、学名：Gentianopsis yabei (Takeda et H.Hara) Ma ex Toyok.）は、リンドウ科シロウマリンドウ属に分類される越年草の1種。日本の固有種である希少な高山植物。別名が、タカネリンドウ（高嶺竜胆）。和名は最初に飛騨山脈の白馬岳で発見されたことに由来する。

## 特徴
茎は直立し、高さは5-30 cmで、茎には細い翼状の4稜があり無毛。亜高山帯では茎高さが40 cmとなるものもある。単一か1-2の枝を分ける。根生葉は花期にも残り、長さ0.5-2 cmの倒卵形-へら形で対生する。数対の茎葉があり、長さは2-7 cm。茎や枝の先端に白い花をつける。花期は8-9月。茎の先端に長さは5-15 cmの花柄を出す。花冠は長さ2.5-4 cmの筒状釣鐘形で先端が4裂して平開する。花冠の裂片基部は青紫色を帯びて、縁が糸状に細く裂ける。花筒内面の基部近くに小乳頭状の腺体がある。花筒の長さは萼の長さの約1.5倍、萼の長さは長さ1.5-2.5 cmの釣鐘状漏斗形で先端が4裂する。朔果は熟すと2裂して多数の種子を出す。種子には刺状の細かな突起がある。

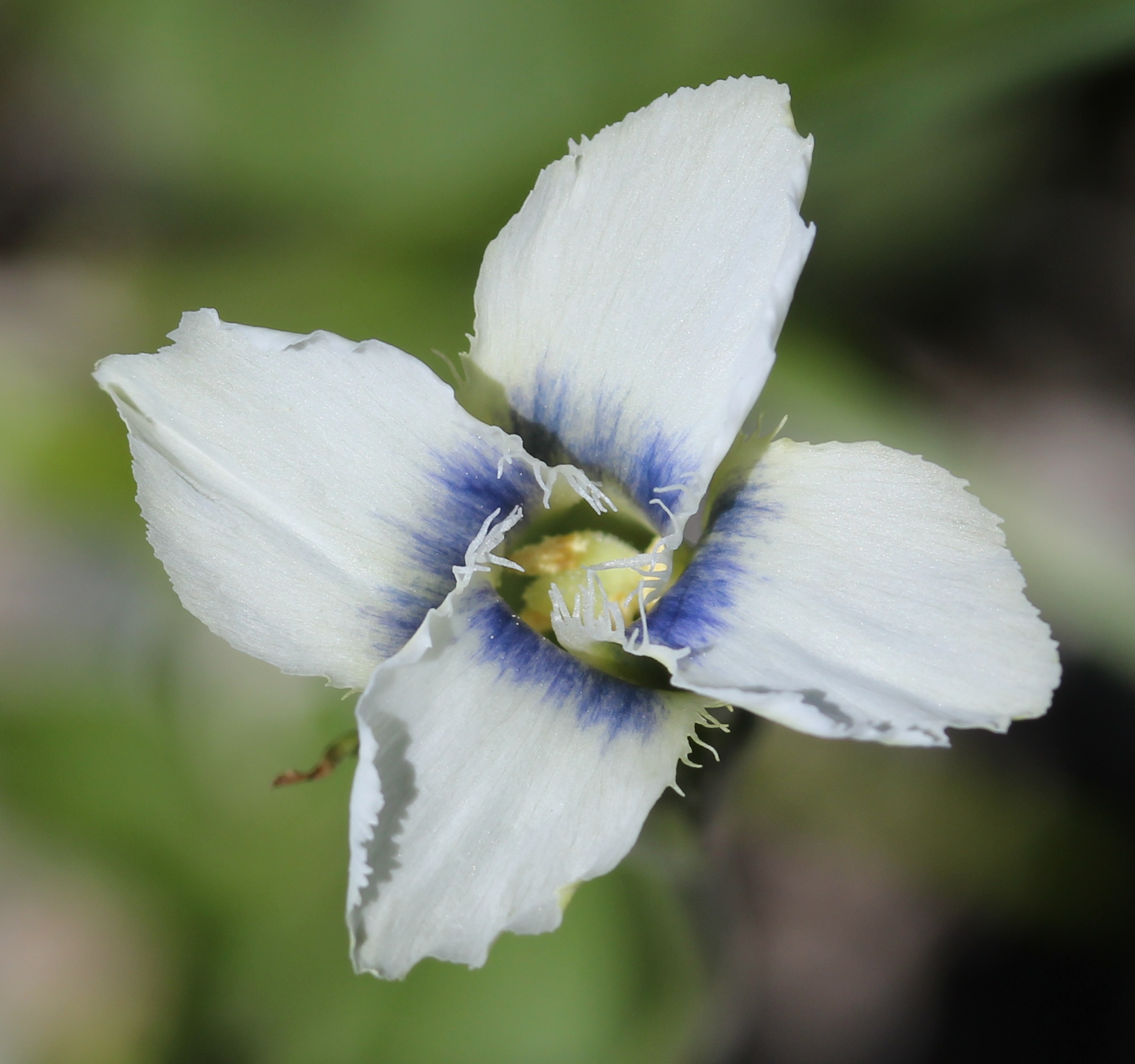
白い筒状釣鐘形の花冠は、先端が4裂して平開する。裂片基部は青紫色を帯びて、縁が糸状に細く裂ける。
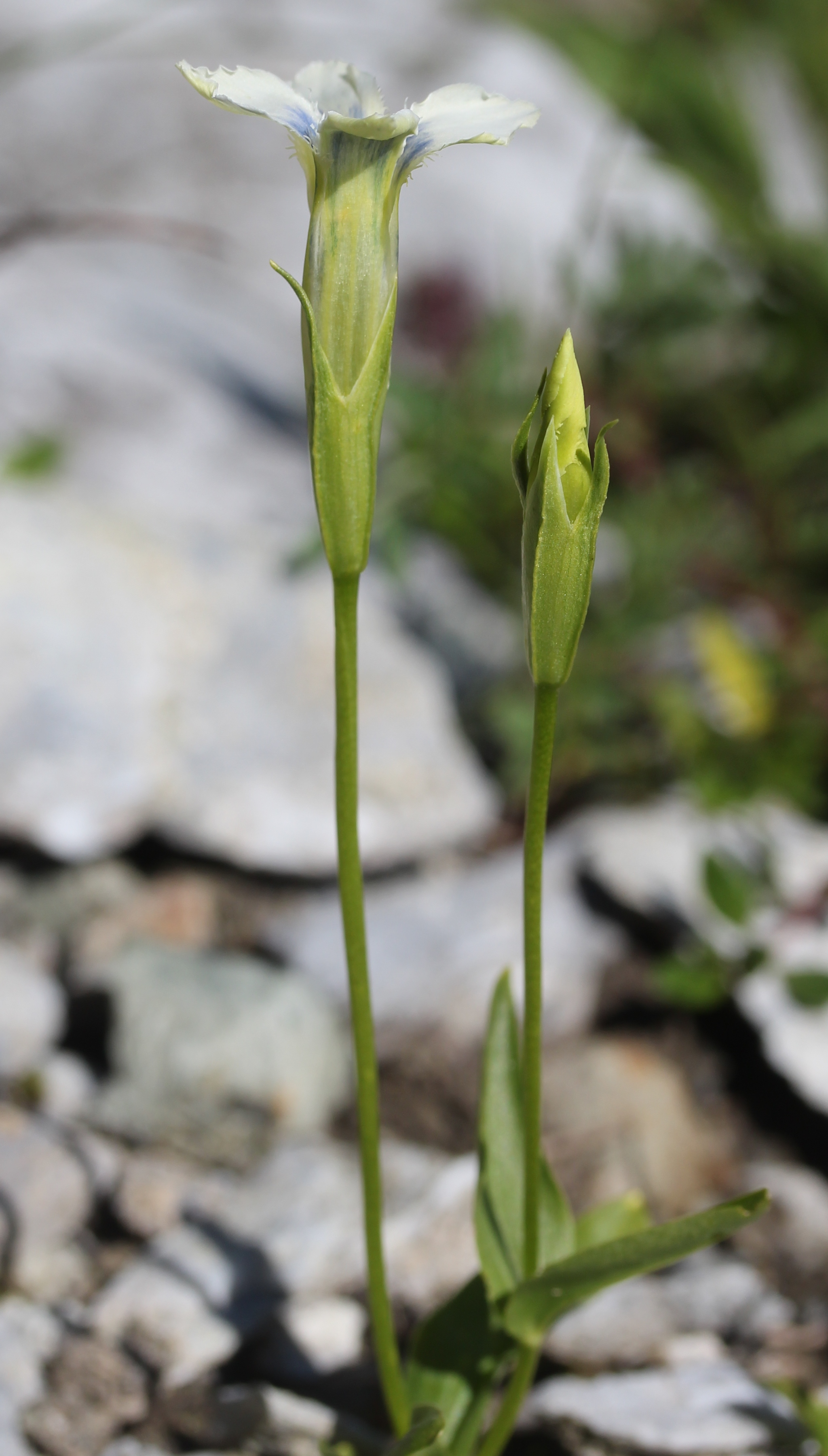
花と蕾の側面、萼は釣鐘状漏斗形で先端が4裂する。
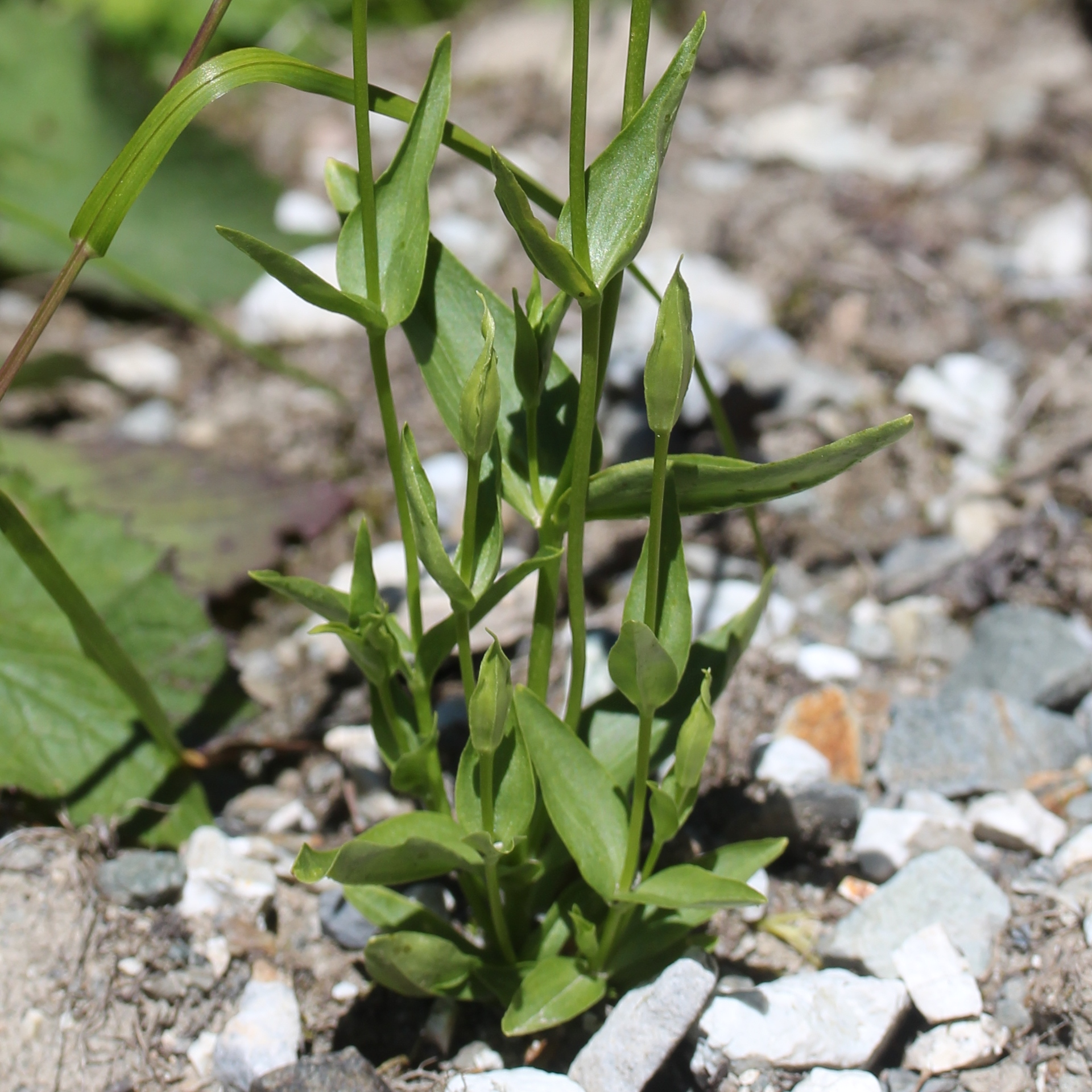
対生する根生葉と茎葉。

## 分布と生育環境
日本の本州の飛騨山脈白馬山系（清水岳、白馬岳など）に分布する。基準標本は白馬岳のもの。1902年夏に植物学者の矢部吉禎が白馬岳の山頂部の高山帯でシロウマリンドウを発見し、新しい変種のGentiana detonsa var. albiflora として発表した。その後矢部に対する献名が種小名に与えられた新種の学名（Gentianopsis yabei）となった。1957年に正宗厳敬により白山で採集されて、シロウマリンドウと同定された標本があるが、これはムラサキシロウマリンドウの可能性が高いとみられている。
亜高山帯から高山帯にかけての草地、砂礫地、土砂がやや崩落した斜面に生育する。岩の多い適潤な場所に生育する。

## 分類
以下の品種と変種が知られている。
ムラサキシロウマリンドウ
紫白馬竜胆、学名：G. yabei f. violacea Toyok.。
花柄が長く、花の色が紅紫色の品種。和名は紫色の花を付けるシロウマリンドウの1品種であることに由来する。日本の本州の花期は8-9月。白馬山系と白山のみに分布する。1986年8月31日に豊国秀夫により白馬鑓ヶ岳の亜高山帯（白馬鑓温泉付近）で確認され、翌年に新品種として正式発表された。基準標本は、白馬鑓ヶ岳のもの。
アカイシリンドウ
赤石竜胆、学名：G. yabei var. akaisiensis T.Yamaz.。
タカネリンドウの変種。高さ5-30 cm。花柄の長さが2-3 cmでタカネリンドウよりも短い。花は薄紅紫色で、ムラサキシロウマリンドウよりもやや淡い色。花冠裂片は薄青色で、先が丸い。日本の本州（日光連山女峰山、赤石山脈の釜無山から白岩山にかけて、荒川岳、千枚岳、赤石岳及び白山）に分布し、高山帯から亜高山帯にかけての砂礫地の草地に生育する。基準標本は鳳凰三山の地蔵岳のもの。環境省によりレッドリストの絶滅危惧IB類の指定を受けている。
絶滅危惧IB類 (EN)（環境省レッドリスト）
シロバナアカイシリンドウ
白花赤石竜胆、学名：G. yabei var. akaisiensis f. albiflora T.Yamaz.。
アカイシリンドウの白花の品種。

## 種の保全状況評価
準絶滅危惧（NT）（環境省レッドリスト）
日本では環境省によりレッドリストの準絶滅危惧(NT)の指定を受けている。また以下の都道府県でレッドリストの指定を受けている。斜面の崩落やニホンノウサギの食害などにより、個体数は減少傾向にある。中部山岳国立公園と白山国立公園の特別地域指定植物。
- 絶滅危惧IA類(CR) - 長野県[17]
- 絶滅危惧I類（CRまたはEN） - 石川県[注釈 2][15]
- 準絶滅危惧(NT) - 富山県[注釈 3][16]